# Gorno-Altajse Autonome Socialistische Sovjetrepubliek
De Gorno-Altajse Autonome Socialistische Sovjetrepubliek (Russisch: Горно-Алтайская Автономная Советская Социалистическая Республика, Gorno-Altajskaja Avtonomnaja Sotsialistitsjeskaja Respoeblika) of Gorno-Altajse ASSR (Russisch: Горно-Алтайская АССР) was een autonome republiek van de Sovjet-Unie.
Op 1 juni 1922 werd de regio Orjol omgevormd tot de Ojrotse Autonome Oblast. De autonome oblast werd op 7 januari 1948 hernoemd tot Gorno-Altajse Autonome Oblast. Op 25 oktober 1990 werd de status verhoogd tot autonome socialistische sovjetrepubliek. Op 3 juli 1991 verklaarde het zichzelf tot socialistische sovjetrepubliek, maar die werd nooit erkend. De naam werd op 31 maart 1992 hernoemd tot de sovjetrepubliek Gorno-Altaj. De hoofdstad was Gorno-Altajsk.